# Ficus aureocordata
Ficus aureocordata es una especie de planta del género Ficus, perteneciente a la familia Moraceae.

## Taxonomía
Ficus aureocordata fue descrita por Edred John Henry Corner en 1962.

## Distribución
Se encuentra en el territorio de Borneo.